# دیمیترووچه
دیمیترووچه (به بلغاری: Dimitrovche) یک منطقهٔ مسکونی در بلغارستان است که در شهرستان اسویلنگراد واقع شده‌است.